# Adila d'Aranyi
Adila Fachiri, nascuda Adila Arányi de Hunyadvár (Budapest, 26 de febrer de 1886 - Londres, Regne Unit, 15 de desembre de 1962) fou una violinista hongaresa nacionalitzada anglesa.
Fou deixeble del seu oncle, el cèlebre Joseph Joachim, de qui heretà a la seva mort el violí Stradivarius amb el qual actuava.
Era considerada, igual que la seva germana Jelly d'Aranyi (1895-1966), deixebla de Jenö Hubay, com una de les millors intèrprets de la literatura romàntica del violí.
El seu compatriota, el compositor Béla Bartók, va escriure expressament per a la seva germana Jelly dues sonates amb acompanyament de piano, d'extrema dificultat. Maurice Ravel li dedicà la seva sonata per a violí i violoncel.